# آرثر لويس (منافس ألعاب قوى)
آرثر لويس (بالإنجليزية: Arthur Lewis)‏ هو منافس ألعاب قوى أمريكي، ولد في 5 يونيو 1972.